# Marie Magdalena

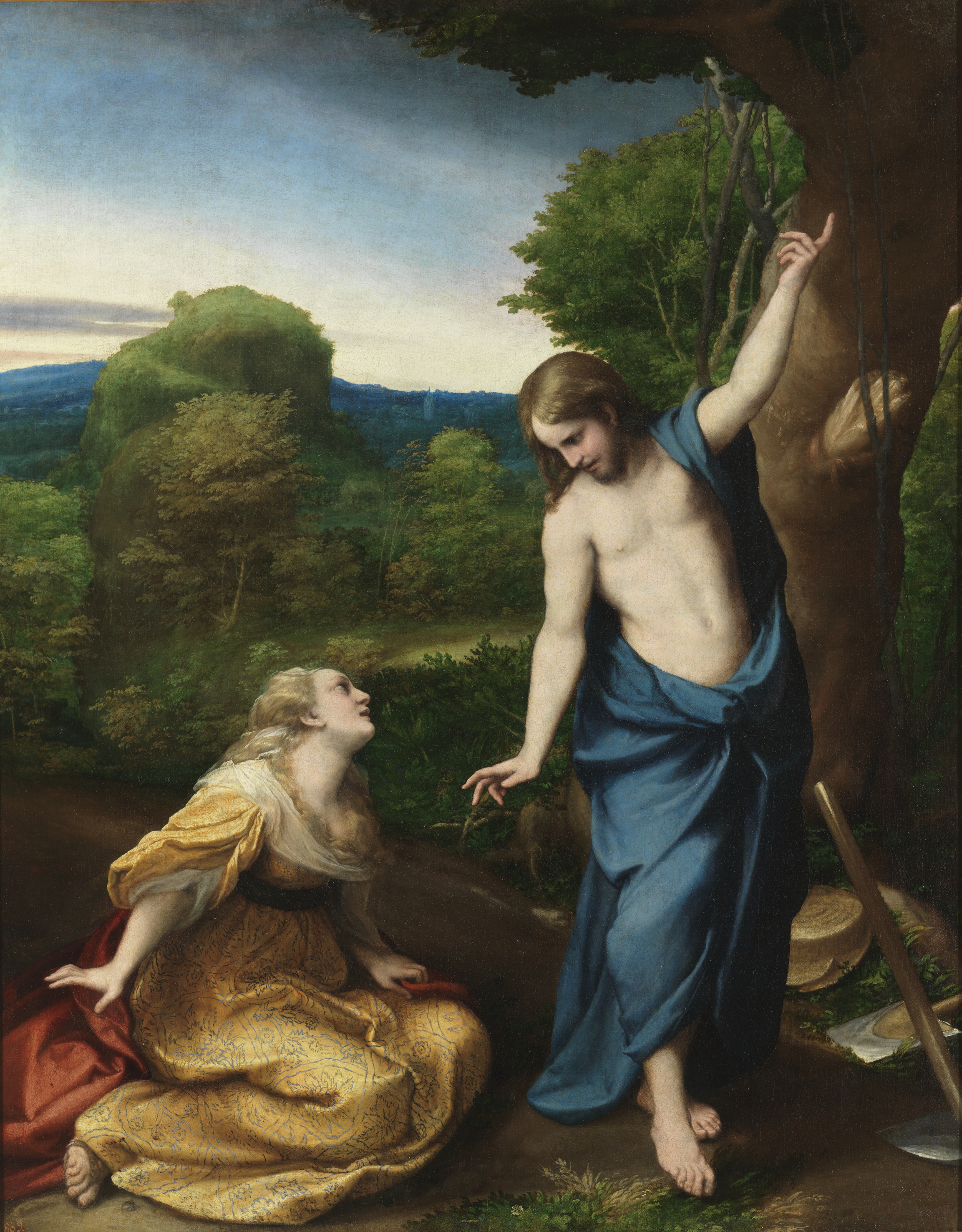
Correggio: Noli me tangere, setkání se vzkříšeným Ježíšem

Marie Magdalena (v českém ekumenickém překladu Marie Magdalská; v kralickém překladu Maria Magdaléna; lidově také Maří Magdaléna) byla podle Nového zákona jedna z žen, které doprovázely Ježíše z Nazareta, zejména v závěru jeho života. Vystupuje i v některých apokryfech a v řadě křesťanských církví je uctívána jako svatá. Některými je považována za evangelistu či dokonce manželku Ježíše.

## České podoby jména
Dříve se vyslovovalo Majdalena, od toho odvozena moravská Majolenka, což je hezká a zdravá dívka; lidově Máří Magdalena, domácky Majda, v kalendáři je také Magda. Z Magdaleny patrně odvozeny Lenka a Alena.

## Životopis

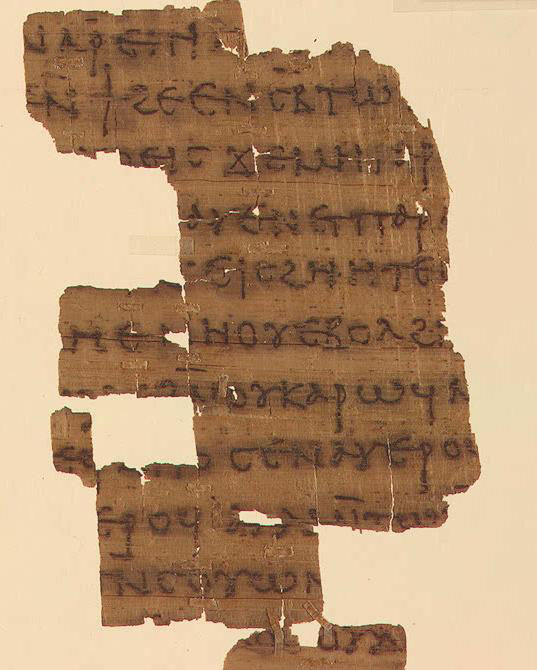
Apokryf Dialog Spasitele, 4. století

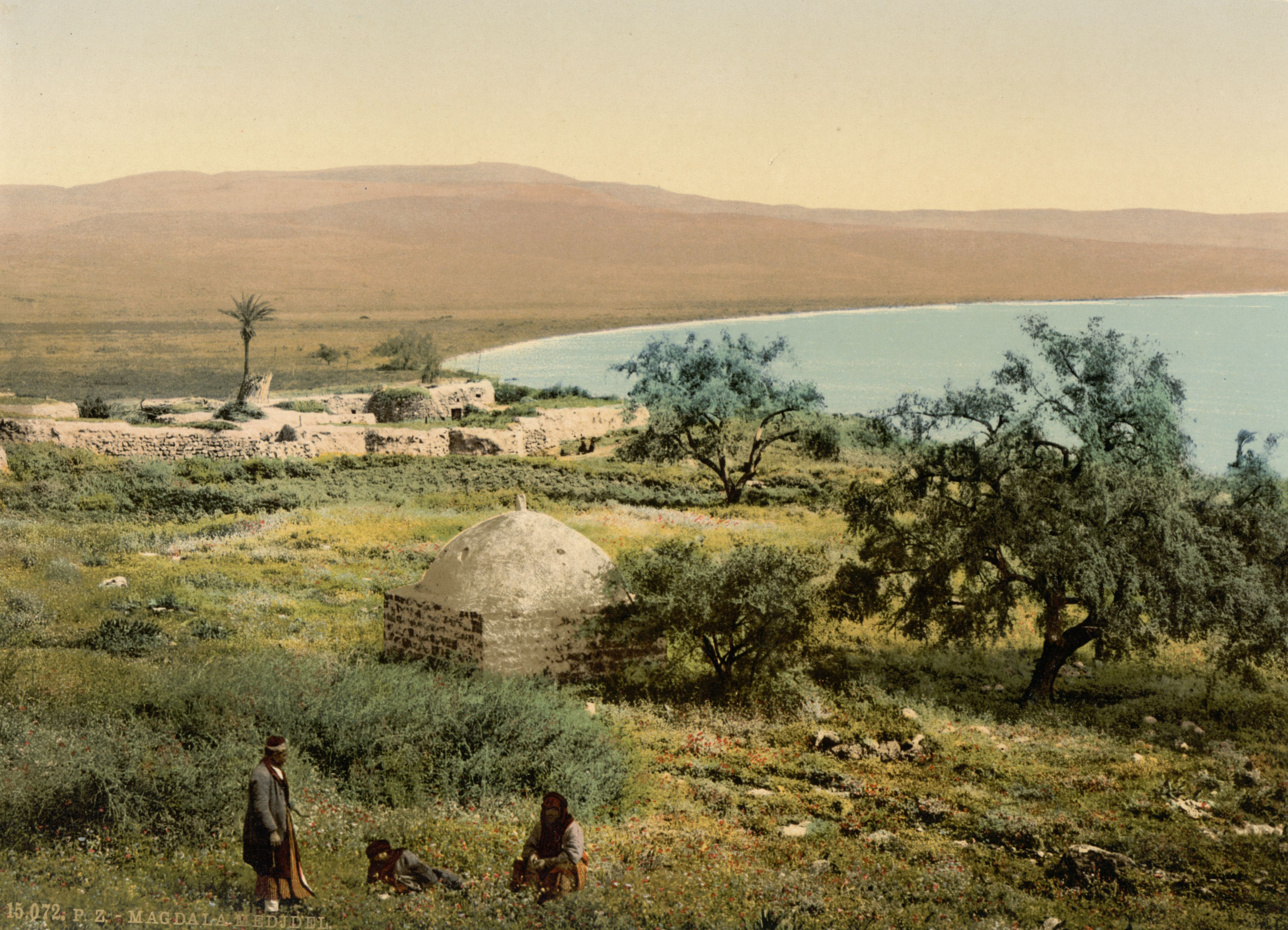
Ruiny vesnice Magdala, foto kolem roku 1900

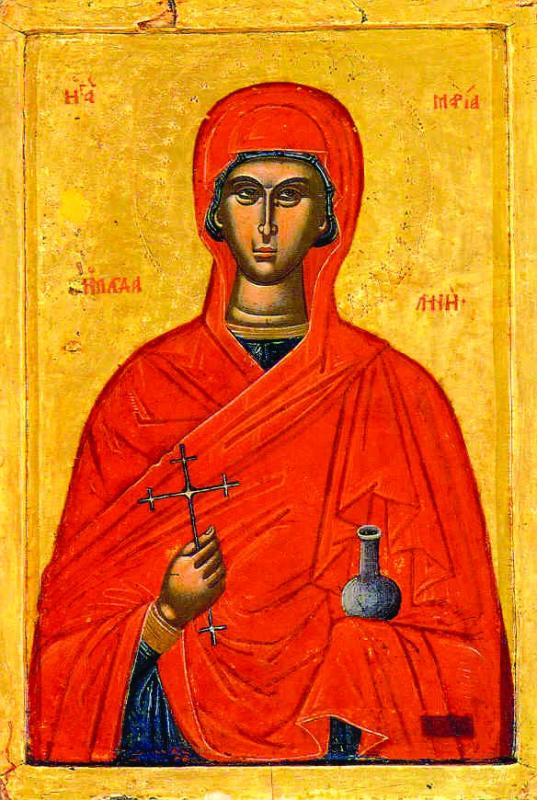
Marie Magdalena – ikona

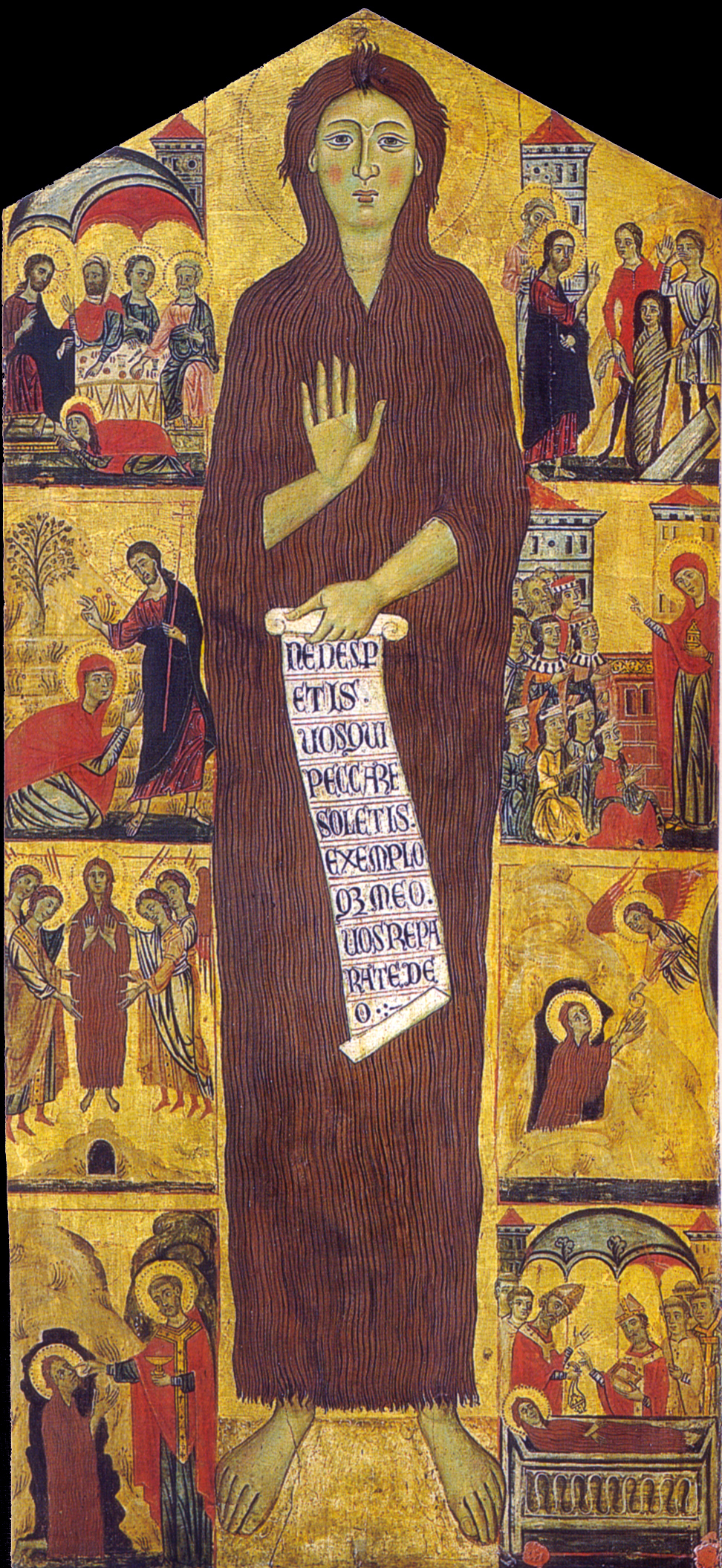
Mistr sv. Magdalény, Legenda, 1280–1285

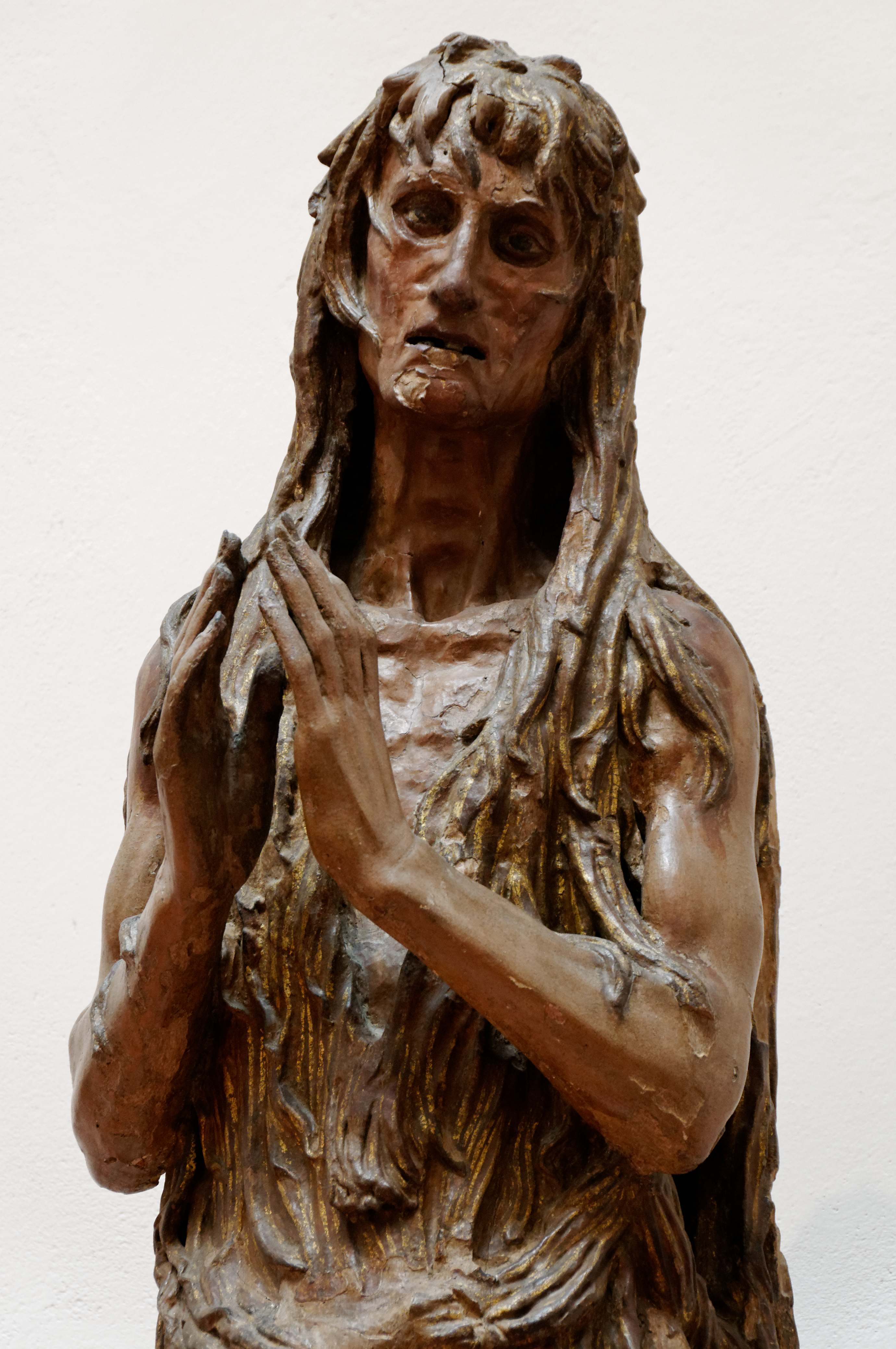
Donatellova Kající Magdaléna, Florencie

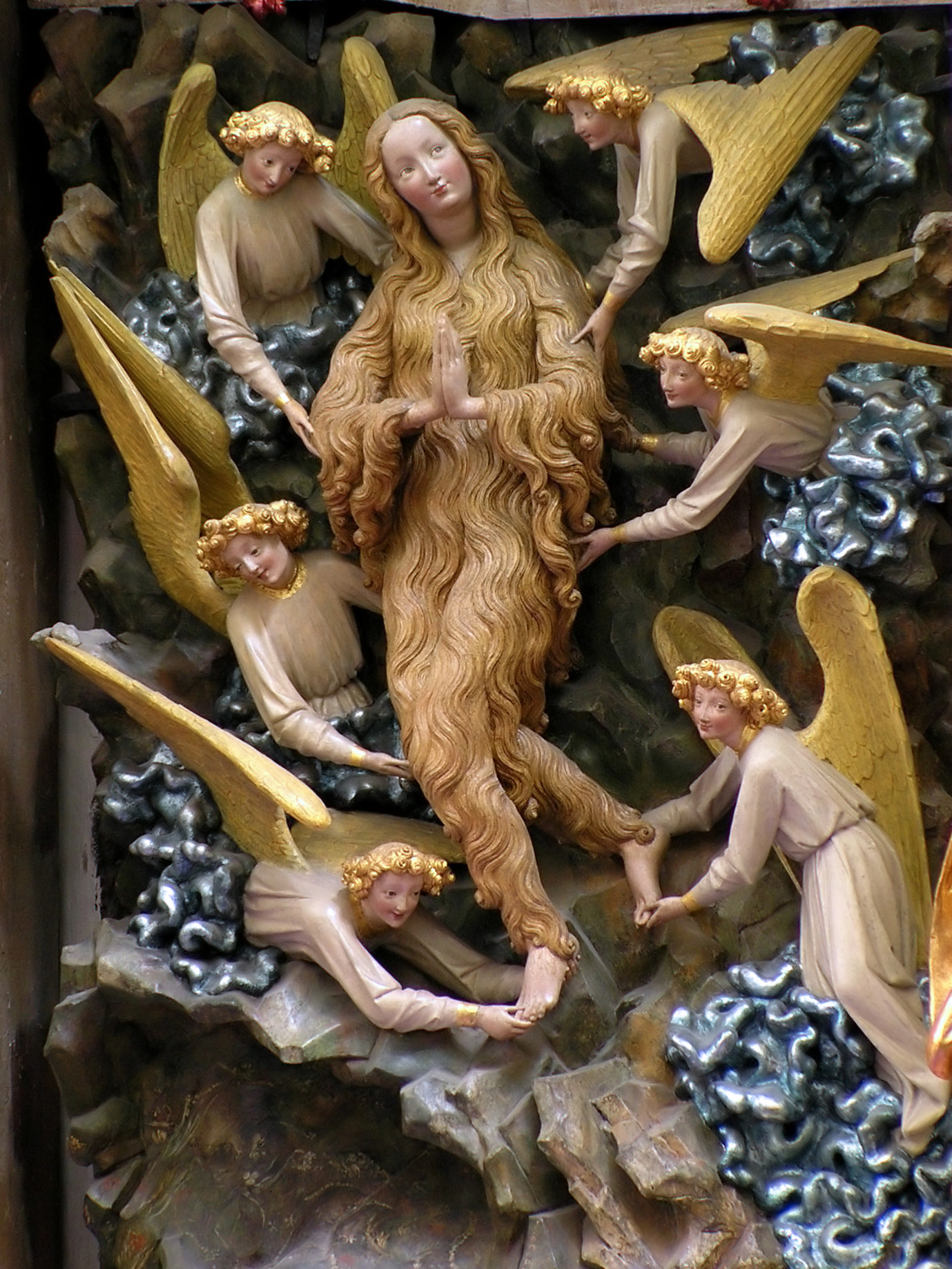
Nanebevzetí Marie Magdaleny, kolem 1400; katedrála v Toruni

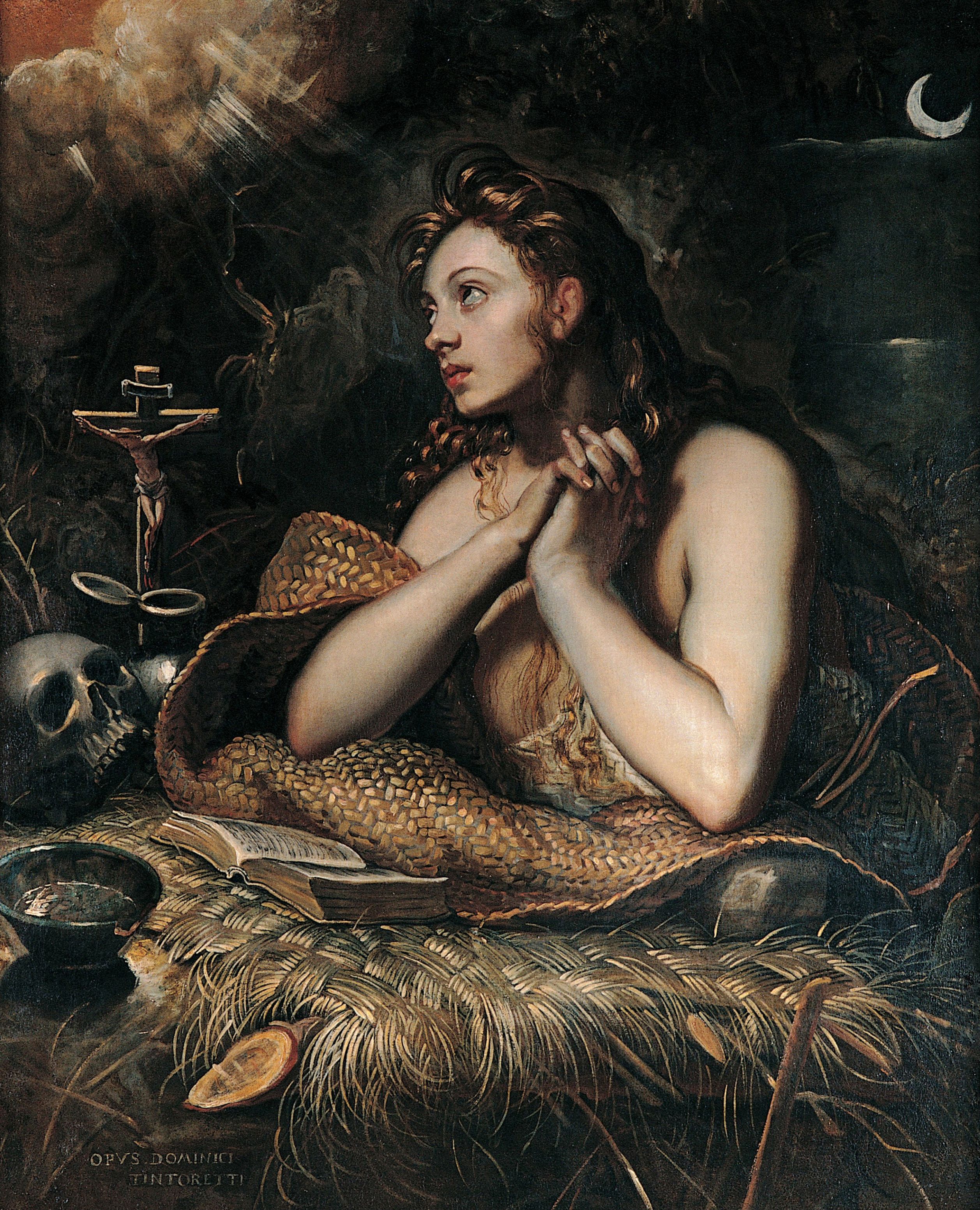
Domenico Tintoretto: Kajícnice, Řím 1598–1602

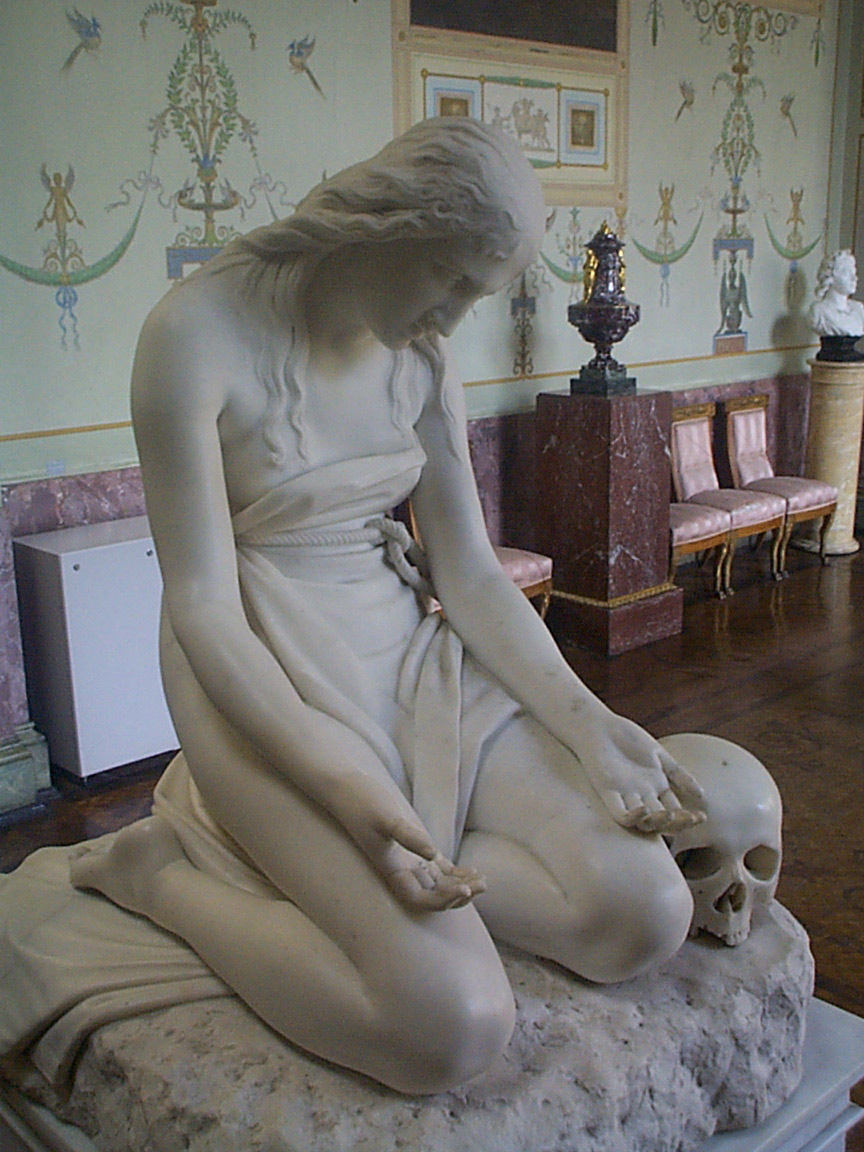
Antonio Canova: Marie Magdalena

### Nový zákon
V evangeliích se vyskytuje několik osob se jménem Maria, mezi nimi také Marie Magdalská, tj. „pocházející z Magdaly“ (město na břehu Genezaretského jezera). V Lukášově evangeliu se uvádí už během Ježíšova veřejného působení jako jedna z žen „které chodily s Ježíšem a jeho učedníky“ a z níž Ježíš předtím „vyhnal sedm démonů“. Celkem na osmi místech se zmiňuje její jméno v souvislosti s Ježíšovou smrtí, pohřbem a zmrtvýchvstáním. Delší souvislý úsek, v němž hraje významnou roli, je příběh prázdného hrobu a jejího setkání se vzkříšeným Ježíšem v Janově evangeliu.
Podle všech evangelií stála pod křížem se dvěma dalšími ženami (Pannou Marií a Marií Kleofášovou) a byla přítomna jeho smrti i pohřbu.
V Matoušově evangeliu šla v neděli Máří Magdaléna spolu s dalšími ženami k Ježíšově hrobu, aby pomazaly jeho mrtvé tělo, ale tam se jim zjevil anděl, který jim pověděl, že tu Ježíš není, vstal z mrtvých. Šly se ještě podívat, kde spočíval, potom se vydaly na cestu zpátky, poněvadž jim anděl řekl pokyn, aby o všem informovaly učedníky. Cestou od hrobu potkaly vzkříšeného Ježíše a hovořily s ním.
Marek o Máří Magdaléně hovoří jen krátce. Ženy přicházely již časně z rána. Kámen od hrobu byl odvalen. Vešly a zjistily, že Ježíš je vzkříšen. Anděl jim řekl, ať jdou a o všem zpraví apoštoly, ale ženy se bály. Ježíš se ale jako první zjevil Máří Magdaléně, osmělila se a řekla učedníkům o jeho zmrtvýchvstání, ale oni jí nevěřili.
Podle Lukášova evangelia byla Magdalena oddanou a stálou Ježíšovou průvodkyní, která ho poslouchala a podporovala. Den po sobotě, když šla s dalšími dvěma ženami jeho mrtvé tělo pomazat, jeho hrob nalezly prázdný, podaly o tom první zprávu apoštolům.
Podle Janova evangelia šla ke hrobu Magdalena sama, přiběhla k apoštolům se zprávou o prázdném hrobě. S Petrem a Janem pak zřejmě běželi k prázdnému hrobu a oba apoštolové se vrátili do města. Marie zůstala před hrobem a setkala se s Ježíšem, kterého zprvu nepoznala. Když se jí dal poznat, vykřikla aramejsky Rabbuni! (Mistře), ale Ježíš ji varoval, aby se ho nedotýkala (lat. noli me tangere) a všechno oznámila apoštolům.. Tím biblické zprávy o Marii Magdalské končí.

### Apokryfy
Marie Magdalská hraje významnou roli v několika gnostických spisech ze 3.–4. století. Jejich zlomky byly známy už dříve z citátů raně křesťanských spisovatelů, téměř úplné texty v koptštině se našly po roce 1945 v Nag Hammadi v horním Egyptě. Ve spise Pistis Sofia (Víra – Moudrost) vypráví Magdalena apoštolům, co jí ve snu řekl Ježíš, ale Petr a Ondřej to odmítnou. Také tzv. „Mariiny otázky“ a „Evangelium Mariino“ vztahuje Petr Pokorný i E. Hennecke k Marii Magdalské.

### Legendy
O dalším životě Marie Magdalské vypravují již jen legendy, které ji zejména od doby Řehoře Velikého pravděpodobně spojují se dvěma dalšími ženami z evangelií, totiž s Marií, sestrou Lazarovou, a s ženou-hříšnicí (což bylo běžné označení pro prostitutku), která Ježíšovi umyla nohy u stolu ve farizeově domě a u níž evangelium neuvádí jméno (L 7, 36-50 (Kral, ČEP)). Tyto tři ženy, které na Východě rozlišovali, byly v západní tradici považovány za tutéž osobu - a to mylně, protože Janovo evangelium je rozlišuje.
Podle jedné z legend odešla Marie hlásat křesťanství do dalekých zemí a měst. Navštívila také Řím, kde se slovy „Kristus vstal z mrtvých“ podala císaři Tiberiovi červené vajíčko. V čase pronásledování křesťanů měla být se svým bratrem Lazarem a sestrou Martou (šlo o jinou-další Marii) na lodi bez vesel zahnána na volné moře. Na ní doplula do Francie a tam také hlásala evangelium. Podle jiné legendy žila jako poustevnice v jeskyni asi 35 kilometrů východně od Aix-en-Provence, kde kolem poloviny 1. století zemřela. Jejím atributem se stala lebka, symbol pouště a lidské pomíjivosti. Díky pověstem vznikla ve Francii dvě poutní místa: Vézelay a Saint-Maximin-la-Sainte-Baume. Podle řeckého podání přišla Marie Magdaléna do Efezu (v dnešním Turecku), kde pomáhala sv. apoštolu Janovi a tam také zemřela (nejvíce pravděpodobná verze).

## Marie Magdaléna v umění

### Ikonografie
Krásná žena s dlouhými rozpuštěnými vlasy, spoře oblečená nebo poloodhalená, se šperky a zrcadlem jako atributy své marnivosti; jindy zcela zahalená do dlouhých vlasů, plačící, sedící v jeskyni ve slaměném rouchu jako kajícnice před křížem a lebkou; na kalvárii klečící u paty kříže, nebo stojící za Pannou Marií, často plačící; při zjevení Krista klečí a natahuje k němu ruku; účastní se Kristova snímání z kříže, oplakávání i pohřbu, nese dózu s mastí, ze které potírá Ježíšovy nohy, nebo drží Ježíše za nohy; při svém Nanebevzetí se modlí a její tělo nesou andělé, drží-li přitom nimbus s hlavou Krista, nazývá se Christofora. V legendárním cyklu bývá vyobrazen poustevník Zosima, nesoucí Magdaléně do jeskyně plášť; v párovém vyobrazení Magdaléna bývá protějškem sv. Jana Křtitele; někdy je zaměňována za Marii Egyptskou - svatou poustevnici z egyptské pouště, rovněž zahalenou do vlasů. 

### světové umění
- Matthias Grünewald: Isenheimský oltář v Colmaru (Marie Magdalena u nohou Ježíše).
- Giotto di Bondone: cyklus fresek ze života světice; kolem 1320; kaple Marie Magdalény v dolní bazilice v Assisi
- Donatello: Socha kajícnice s tváří stařeny, Opera dell Duomo, Florencie
- Lucas Cranach starší: Marie Magdaléna jako hříšnice před Kristem (Kolín, Muzeum Wallrafa Richartze).
- Antonio Canova: Socha klečící Marie Magdalény; mramor
- Antonio Allegri da Correggio, El Greco, Fra Angelico, Guido Reni, Honoré Daumier, José de Ribera, Caravaggio, Tizian; socha Giovanni Bandini.

### české umění
- Alessandro Magnasco: Kající Marie Magdaléna, olejomalba na plátně; Národní galerie v Praze
- Aegidius Sadeler podle Hanse von Aaachen: Svatá rodina s Marií Magdalénou adorující Ježíška; mědirytina, kolem 1605
- Petr Brandl: Kající Marie Magdaléna v jeskyni, Mníšek pod Brdy
- Petr Brandl: Úmrtí Marie Magdalény, olejomalba na plátně; Frankfurt nad Mohanem, Kaiserdom.
- Matyáš Bernard Braun: Socha Marie Magdalény, ležící v jeskyni; pískovec Kuks
- Josef Mánes: Anděl podává Marii Magdaléně věnec slávy; nezvěstný obraz z majetku rodiny Ballabene;[12]
- Milan Kuzica: Marie Magdalena, reliéfní busta, soukromá sbírka

## Uctívání
Svátek svaté Marie Magdaleny slaví katolická církev 22. července. 
Poutní místa ve světě:
- Kostel sv. Marie Magdalény v Jeruzalémě, Izrael; (pravoslavný)
- Magdala (Izrael) - vesnice při městě Migdal v Galileji; (Izrael), archeologické vykopávky starověké synagogy, základy domnělého rodného domku Marie Magdalény
- Vézelay, hrob; Francie
- Marseille, Francie
- Saint-Maximin-la-Sainte-Baume, Francie

Chrámy v Česku:
- Seznam: Kostel svaté Máří Magdaleny, Kaple svaté Máří Magdaleny

Patrocinia
- řeholní řád magdalenitek
- prostitutky, kajícnice a svedené ženy
- holiči a kadeřníci (Marie Magdaléna podle legendy svými vlasy omyla nohy Ježíše Krista). Pověry: O jejím svátku se doporučovalo stříhat vlasy zvláště těm, kteří chtěli ještě delší. V den svátku se nemělo koupat, protože by koupajícího stáhly pod vodu její dlouhé vlasy. Neuzavíraly se sňatky – sňatek uzavřený v tento den přinášel smůlu.

## Galerie

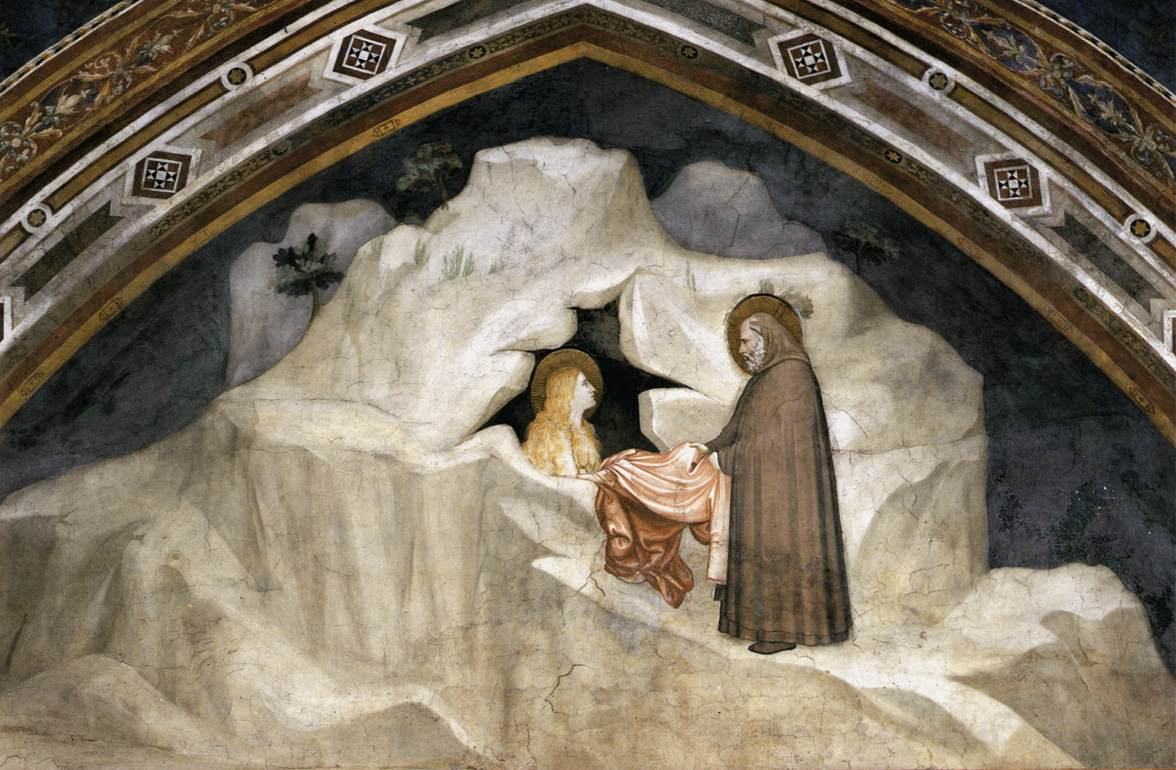
Giotto: Poustevník Zosima dává Magdaléně plášť; Assisi
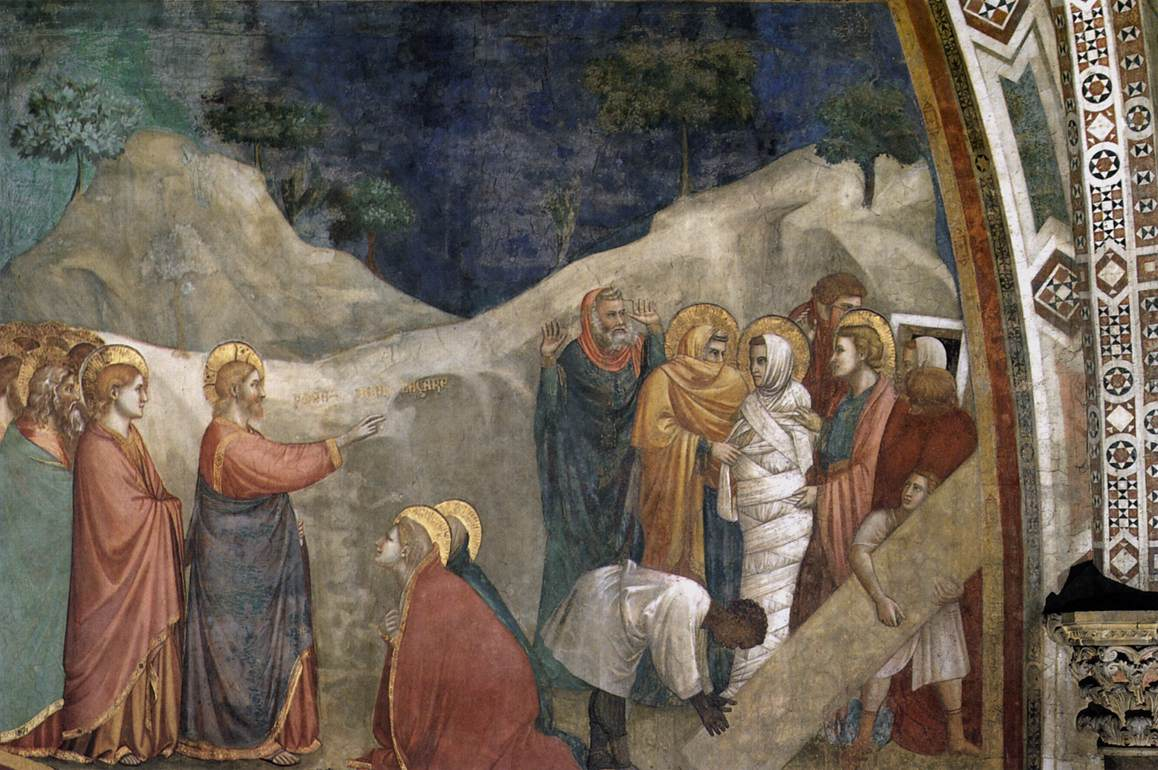
Giotto: Vzkříšení Lazara; Magdaléna stojí za Kristem; Assisi
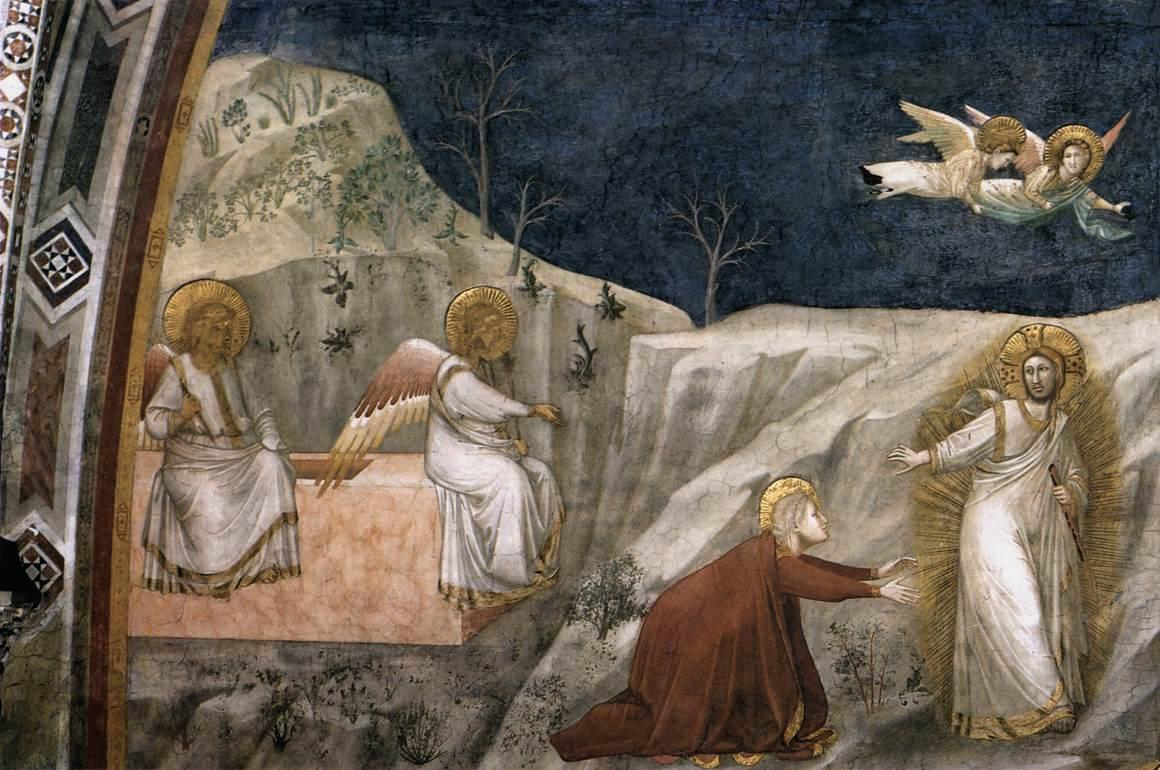
Giotto: Noli me tangere; Assisi
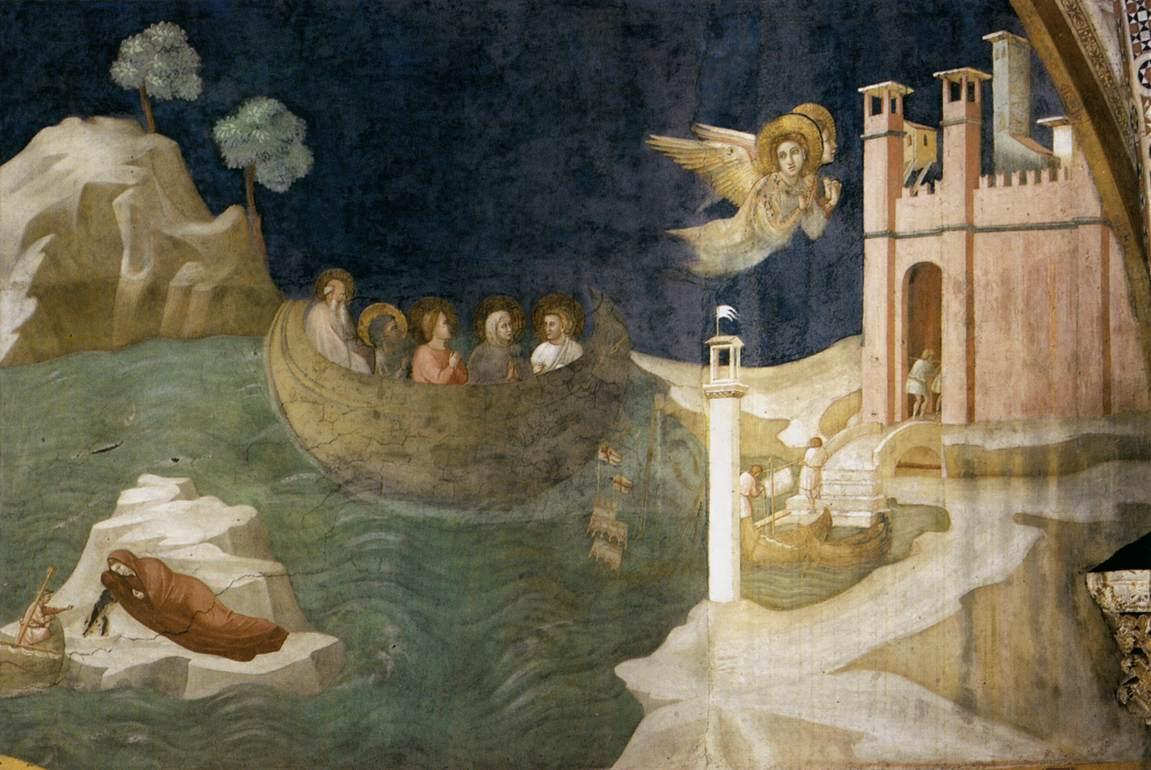
Giotto: Marie Magdaléna cestuje do Marseille; Assisi
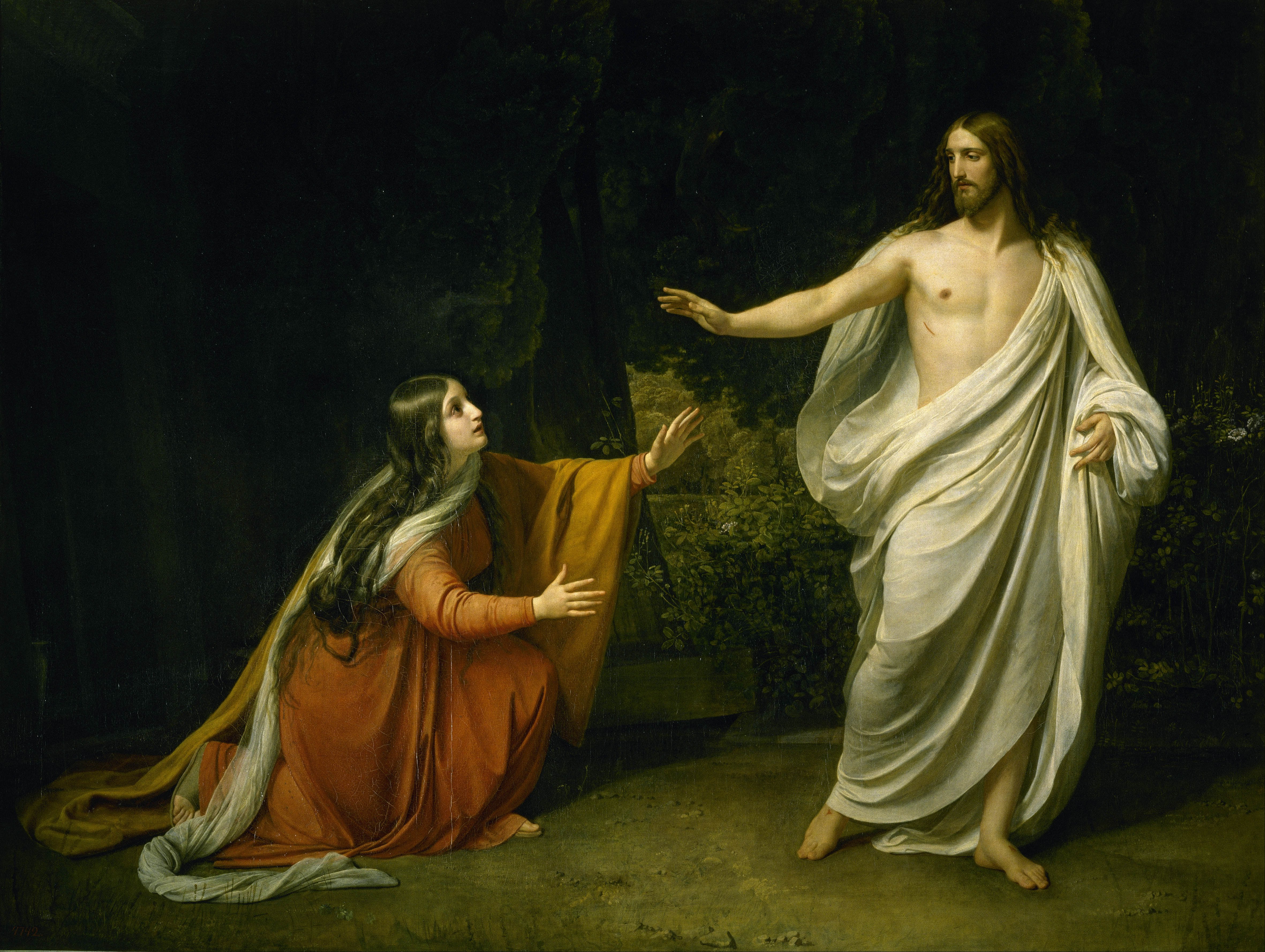
Alexandr Ivanov: Noli me tangere (Zjevení Krista Marii Magdaleně)